# Armin Hary
Armin Hary (Quierschied, Saarland, 22 de març de 1937) és un atleta alemany, ja retirat, que va competir en proves de velocitat.
L'any 1960 esdevingué el primer atleta no estatunidenc en guanyar una medalla d'or en la prova de 100 metres llisos des de 1928. El 1958 ja havia estat campió dels 100 metres al Campionat d'Europa. Hary també guanyà la medalla d'or en els relleus 4x100 en ambdues competicions.
El 21 de juny de 1960, a Zuric, es convertí en el primer home a córrer els 100 metres en 10 segons, que fou nou rècord mundial. El rècord va ser igualat tres setmanes després pel canadenc Harry Jerome, però no va ser fins al 20 de juny de 1968, vuit anys més tard, que Roger Bambuck l'igualés com a rècord europeu. No va ser fins al 24 de setembre de 1988 quan el britànic Linford Christie millorà el temps en córrer els 100 metres en un temps de 9.97".
El 1980 va ser condemnat a 18 mesos de presó per abusar de la seva posició de comerciant i defraudar l'Església Catòlica amb 3,2 milions de marcs alemanys. L'any 2000 va ser seleccionat com a corredor del mil·lenni d'Alemanya. El 2011 va ser inclòs al Saló de la Fama de l'Esport alemany.

## Millors temps
- 100 metres. 10.0" (1960)
- 200 metres. 20.9" (1958)[3]